# Коруковец, Александра Петровна
Александра Петровна Коруковец (до 1996 — Сорокина; р. 1 октября 1976, посёлок Степное, Саратовская область) — российская волейболистка. Нападающая. Заслуженный мастер спорта. 

## Биография
Волейболом начала заниматься в Саратове. Первый тренер — Ольга Валентиновна Козлова. С 1992 — в волейбольных командах ВК «Уралочка». В 1993—1996 выступала за «Уралочку»-2/«Уралтрансбанк» (Екатеринбург), в составе которой стала трёхкратным бронзовым призёром чемпионатов России. Также в составе «Уралочки» дважды становилась призёром розыгрышей Кубка европейских чемпионов. В 1996 году вышла замуж и переехала в Белгород. За местный «Университет» выступала на протяжении 8 сезонов и в его составе ещё трижды выигрывала медали российских чемпионатов. В 2004—2006 играла в клубах Швейцарии и Италии, а в 2006—2007 — в новоуренгойском «Факеле». В 2011 после перерыва возобновила карьеру и на протяжении четырёх сезонов выступала за различные российские клубы, а также в Италии.
В 1992—1995 играла за молодёжные и юниорские сборные СНГ и России. В их составах четырежды выигрывала медали чемпионатов мира и Европы, в том числе трижды золотые.
В составе национальной сборной России выступала в 1995, 2002 и 2004 годах. Серебряный призёр Олимпиады-2004, победитель Гран-при-2002, бронзовый призёр чемпионата Европы 1995.

## Клубная карьера
- 1993—1996 —  «Уралочка»-2/«Уралтрансбанк» (Екатеринбург)
- 1996—2004 —  «Университет» (Белгород)
- 2004—2005 —  «Волеро» (Цюрих)
- 2005—2006 —  «Арцано»[итал.]
- 2006—2007 —  «Факел» (Новый Уренгой)
- 2011—2012 —  «Омичка» (Омск)
- 2012—2013 —  «Форли» Болонья[итал.]
- 2013—2014 —  «Политех» (Курск)
- 2014—2015 —  «Енисей» (Красноярск)

## Достижения

### В составе клубов
- двукратный серебряный призёр чемпионатов России — 2001, 2003;
  - 4-кратный бронзовый призёр чемпионатов России — 1994, 1995, 1996, 2002;
- чемпионка Швейцарии 2005;
- серебряный (1996) и бронзовый (1993) призёр розыгрышей Кубка европейских чемпионов.

### В составе сборных
- серебряный призёр Олимпийских игр 2004;
- победитель Мирового Гран-при 2002;
  - участница Гран-при 2004;
- бронзовый призёр чемпионата Европы 1995;
- бронзовый призёр чемпионата мира среди молодёжных команд 1995;
- двукратная чемпионка Европы среди молодёжных команд — 1992, 1994;
- чемпионка мира среди девушек 1993.

## Награды и звания
- Заслуженный мастер спорта России (2004).
- Медаль ордена «За заслуги перед Отечеством» II степени (2004).